# Antonello Venditti
Antonello Venditti, vlastním jménem Antonio Venditti (* 8. března 1949), je italský zpěvák, skladatel a pianista. Proslavil se v 70. letech díky svým písním reagující na společnost v otázce sociálních témat. Je známý pro své písně v římském dialektu italštiny.
V roce 1981 Michal David nazpíval coververzi jeho písně Krásná Domenica.

## Biografie
Antonello Venditti se narodil v Římě, jako syn do rodiny pocházející původně z italského regionu Molise. Vystudoval klavír a v 70. letech vydal svůj první debut Theorius Campus ve slavném studiu Folkstudio v Římě.

## Diskografie
- Theorius Campus (1972)
- L'orso bruno (1973)
- Le cose della vita (1973)
- Quando verrà Natale (1974)
- Lilly (1975)
- Ullàlla (1976)
- Cronach (1977)
- Sotto il segno dei pesci (1978)
- Buona domenica (1979)
- Sotto la pioggia (1982)
- Circo Massimo (1983, live)
- Cuore (1984)
- Centocittà (1985, live)
- Venditti e Segreti (1986)
- In questo mondo di ladri (1988)
- Gli anni ’80 (1990, kolekce)
- Diario (1991)
- Benvenuti in Paradiso (1991)
- Gli anni '70 (1992)
- Da San Siro a Samarcanda – L’amore insegna agli uomini (1992, live)
- Prendilo tu questo frutto amaro (1995)
- Antonello nel Paese delle Meraviglie (1997, live)
- Goodbye Novecento (1999)
- Se l'amore è amore... (2000, kolekce)
- Circo Massimo 2001 (2001, live)
- Il coraggio e l’amore (2002, kolekce)
- Che fantastica storia è la vita (2003)
- Campus Live (2005, live)
- Diamanti (2006, kolekce)
- Dalla pelle al cuore (2007)
- Le donne (2009)
- Unica (2011)
- TuttoVenditti (2012, kolekce)
- io, l'orchestra, le donne e l'amore (2013, live)
- 70. 80. Ritorno al Futuro (2014, live)
- Tortuga (2015)